# Praeantarctia indecisa
Praeantarctia indecisa là một loài bướm đêm trong họ Geometridae.